# Berinja
Berinja (mađ. Iharosberény). je selo u južnoj zapadnoj Mađarskoj.
Zauzima površinu od 49,66 km četvornih.

## Zemljopisni položaj
Nalazi se na 46° 21′ 48,92″ sjeverne zemljopisne širine i 17° 6′ 45,76″ istočne zemljopisne dužine. 16 je km udaljeno od granice s Hrvatskom.
Iharos je neposredno južno, Agnezlački arboretum je zapadno, Inke je sjeveroistočno, šuma Baláta-tó i Kaszó su istočno-jugoistočno, Čičovec je jugoistočno, Čurguj je južno, Csurgónagymarton je južno-jugozapadno, Sekral, Porrog i Supal su jugopazadno, Bikežda, Šur i  Nemespátró su zapadno-jugozapadno, Blezna i Lisov su zapadno, Miklušec i Miklušečki arboretum su sjeverozapadno.

## Upravna organizacija
Nalazi se u Čurgujskoj mikroregiji u Šomođskoj županiji. Poštanski broj je 8725.

## Kultura
- dvorac obitelji Inkey u Berinji

## Promet
Državna cestovna prometnica br. 61 prolazi ovo mjesto.

## Stanovništvo
Berinja ima 1364 stanovnika (2001.). Većina su Mađari. 18,4% je Roma.

## Vanjske poveznice
- (mađarski) Službena stranica  Arhivirana inačica izvorne stranice od 11. lipnja 2017. (Wayback Machine)
- (mađarski) Dvorac obitelji Inkey u Berinji
- (mađarski) Zračne snimke